# Omori
OMORI és un videojoc de rol creat per la desenvolupadora independent OMOCAT que va sortir a la venda el desembre de 2020.
Es tracta d'un videojoc del gènere terror psicològic i surrealista que explora temes com l'ansietat, la depressió i el trauma. El jugador controla a un noi hikikomori anomenat Sunny i al seu alter ego en el món dels somnis, l'Omori. Ells exploren ambdós mons amb l'objectiu de vèncer les seves pors i descobrir secrets amb les emocions al punt central de la narrativa.
El videojoc, basat en diversos conceptes que l'artista principal havia estat desenvolupant des de 2011, va patir diversos problemes durant la seva realització. Sis anys després de la seva campanya de micromecenatge, que va començar el 2014, el videojoc es va publicar per a Microsoft Windows i macOS, amb futurs plans per a la seva sortida a la venda en Nintendo Switch, PlayStation 4 i Xbox One. Omori va rebre crítiques positives, sobretot per l'aspecte artístic i diversos elements de la seva narrativa, banda sonora, i representació del trastorn mental.

## Argument
El joc comença amb el personatge principal, l'Omori despertant a WHITE SPACE ("Espai Blanc" en català), una petita habitació on ha viscut "des que té memòria". Quan travessa l'única porta que hi ha allà, entra al món de HEADSPACE, on es troben els seus amics: l'Aubrey, en Kel, en Hero, en Basil i la seva germana gran, la Mari. En un pícnic comencen a reviure diversos records junts a través de l'àlbum de fotos d'en Basil, qui els acaba convidant a casa seva. Un cop allà, en Basil descobreix una estranya fotografia que el fa entrar en pànic. Immediatament, l'Omori és teletransportat a WHITE SPACE tot sol, aquesta vegada sense cap porta per sortir i, per tant, la seva única opció és fer servir un ganivet per apunyalar-se, revelant que els esdeveniments anteriors eren part d'un somni d'un nen adolescent anomenat Sunny.
Un cop controlant en Sunny, el jugador descobreix que aquest es mudarà en tres dies. En Sunny, famolenc, decideix baixar a la cuina, però a mig camí pateix una al·lucinació —que representa una de les seves pors— a la qual s'haurà d'enfrontar. Més tard, torna al llit i es desperta com Omori a WHITE SPACE, on es torna a reunir amb els seus amics, que descobreixen que en Basil ha desaparegut i es disposen a rescatar-lo. Tots quatre exploren les diferents regions de HEADSPACE buscant en Basil, amb l'ajuda de la Mari. El grup troba moltes distraccions durant la seva cerca, i els personatges van oblidant gradualment en Basil.
Mentrestant, en el món real, es descobreix que la Mari es va suïcidar fa quatre anys, la qual cosa va causar la separació del grup d'amics. Després d'aquell succés, en Kel i en Hero van aconseguir, fins a cert punt, recuperar-se emocionalment; en Sunny, no obstant això, va decidir aïllar-se a casa; l'Aubrey, d'altra banda, es va sentir traïda en veure que els altres es mostraven indeferents davant el que havia passat; i en Basil va desenvolupar ansietat i paranoia. En Kel vol tornar a connectar amb en Sunny, per la qual cosa decideix trucar a la seva porta. El jugador pot decidir si vol obrir-la o no: si tria no fer-ho, es quedarà a casa durant la resta de dies fins a la mudança, confinant-se a les seves tasques i als seus somnis.
Si es decideix obrir la porta al Kel, tots dos surten al poble, on veuen que l'Aubrey i els seus amics estan assetjant en Basil, a qui li han robat el seu àlbum de fotos. Després d'enfrontar-se a ells, en Kel i en Sunny el recuperen —tot i que falten algunes fotos— i el retornen al Basil, que decideix prestar-li-ho al Sunny i convidar-los a casa seva. Mentre sopen allà, en Basil descobreix que en Sunny es muda en pocs dies i marxa corrents al lavabo, consternat. En Sunny el segueix i el troba patint una al·lucinació similar a les seves, però decideix no ajudar-lo malgrat el seu patiment. L'endemà, en Kel i en Sunny tornen a trobar l'Aubrey i als seus amics molestant en Basil en el seu vell amagatall secret (una clariana amb un petit llac); després d'enfrontar-se a ells, l'Aubrey empeny en Basil al llac. En Sunny salta a l'aigua per a intentar salvar-lo —tot i que no sap nedar— i tots dos acaben sent salvats d'ofegar-se pel Hero. En el món dels somnis, l'Omori i els seus amics tornen a la —ara ruïnosa— casa del Basil. Dins de l'habitació, l'Omori decideix saltar per un clot en el terra i entra a BLACK SPACE, un lloc al fons de la seva ment on troba en Basil, que intentarà parlar amb ell repetidament, sent interromput constantment de manera macabra. A l'última cambra, l'Omori posa fi a la vida d'en Basil i s'asseu en un tron de mans de color escarlata.
L'últim dia abans que en Sunny marxi, el grup d'amics aconsegueix reconciliar-se amb l'Aubrey i trobar les fotos que faltaven de l'àlbum de fotos. Junts decideixen passar l'última nit a casa d'en Basil, tot i que aquest es nega de sortir de la seva habitació. Un cop adormit, en Sunny s'enfronta a la veritat de fa quatre anys dins del seu somni: abans del seu recital, en Sunny i la Mari van tenir una discussió en la qual ell la va empènyer per les escales, causant la mort de la seva germana. En Basil, que hi era allà i es negava a creure que en Sunny hagués sigut capaç de fer alguna cosa així, l'ajuda a disfressar la mort com un suïcidi. Mentre deixen enrere el cadàver, veuen l'ull de la Mari entre els seus cabells, observant-los fixament, cosa que acaba convertint-se en la base traumàtica de les al·lucinacions d'en Sunny. Això revela que mentre que en Basil havia estat enfrontant-se als seus sentiments de culpa i odi cap a si mateix, la depressió d'en Sunny el va portar a crear tant HEADSPACE com al seu alter ego, l'Omori, per reprimir el seu trauma. En Sunny es desperta enmig de la nit, donant al jugador l'opció de triar entre enfrontar-se al Basil o tornar a adormir-se.

### Finals
Si el jugador decideix entrar a l'habitació d'en Basil, aquest comença a patir al·lucinacions sobre "alguna cosa" que està manipulant en Sunny, i tots dos acaben entrant en un estat de deliri que els portarà a una baralla en la qual en Basil acaba apunyalant en Sunny a l'ull, que es desmaia. Mentre estan inconscients, en Sunny reviu diversos records de la seva infantesa amb els seus amics i germana, la qual cosa li atorga la força necessària per enfrontar-se a l'Omori. L'Omori es nega a morir i acaba derrotant en Sunny, la qual cosa acaba en una pantalla de "fi de la partida" en la qual es donen dues opcions al jugador.
- Si el jugador decideix tornar a intentar-ho, en Sunny s'aixeca i per fi realitza el seu recital amb la Mari. Després, en Sunny abraça l'Omori i aquest últim desapareix. En el món real, en Sunny es desperta a l'hospital i va a l'habitació on es troba en Basil. Els seus amics també hi són allà, i en Sunny els explica tota la veritat sobre la mort de la Mari. Si el jugador es va assegurar de regar diàriament les plantes d'en Basil durant el joc, en finalitzar els crèdits apareix una escena on en Basil i en Sunny somriuen i les al·lucinacions d'ambdós nois desapareixen.
- Si el jugador decideix no continuar, Sunny desapareix en lloc de l'Omori i al despertar aquest se suïcida saltant del balcó de l'hospital.

També existeixen altres finals en els quals, si el jugador decideix ignorar en Basil, en Sunny i els seus amics descobreixen, en llevar-se, que en Basil s'ha suïcidat. A més, el jugador pot triar entre suïcidar-se o mudar-se mentre s'escolta una ambulància de fons. Si el jugador decideix no obrir la porta al Kel al principi del joc, aquest és l'únic final possible.

## Jugabilitat
Diversos ítems útils es troben repartits per tot el món, i alguns es poden obtenir destruint síndries. Interactuar amb la pila de fruites de la manta de pícnic cura a l'equip, mentre que interactuar amb la cistella de pícnic permet al jugador guardar la partida. La font de la lletra del quadre de diàleg està escrita a mà i la mida del text pot variar fins a quatre mides diferents, creant una sensació de variació en el volum de la veu.
El jugador pot moure's entre els mapes i els menús amb les tecles direccionals ↑, ←, ↓, →; per a cancel·lar o anar al menú, s'ha de prémer la tecla X; i amb la tecla Z es confirmen, accepten i/o seleccionen els elements. Per a córrer pel mapa, es pot mantenir la tecla SHIFT o seleccionar l'opció "Córrer sempre" en el menú.
El mode de joc d'Omori es basa en el dels jocs de rol japonesos tradicionals. El jugador controla un grup de quatre personatges: l'Omori, l'Aubrey, en Kel i en Hero. Cadascun d'ells posseeix habilitats úniques, tant en combat com en el mapa del món. En aquest, la càmera es troba en una perspectiva superior. El joc conté missions secundàries i trencaclosques per resoldre, a través dels quals es poden aconseguir diverses recompenses i habilitats. Aquestes poden ser armes i objectes específics, alguns dels quals es poden comprar amb la moneda virtual: clams ("cloïsses" en català). Fora dels combats, el grup pot curar-se o guardar interactuant amb una cistella de pícnic, associada amb la germana gran del protagonista, la Mari.

Les quatre emocions principals

El joc presenta molts elements dels RPG clàssics als combats, entre ells la transició al combat després d'entrar en contacte físic amb un enemic al mapa, el sistema de combat per torns, l'augment de nivell, el guany d'experiència i la capacitat d'energia, salut i poder (a Omori coneguts com a HEARTS i JUICE, respectivament). Els combats es desenvolupen en un sistema de torns en el que cada personatge fa un moviment. Després d'atacar, altres personatges poden realitzar atacs posteriors, col·laborant tots plegats. Tant ells com els enemics posseeixen punts de salut; quan reben mal, aquests es redueixen, i si arriben a zero, el personatge és derrotat i es converteix en una torrada. A diferència que la majoria dels jocs de rol, els efectes d'estat es basen en un sistema de tres emocions. Les diferents emocions poden augmentar o reduïr diverses propietats dels personatges: l'enuig ("ANGRY" en el videojoc) incrementa l'atac del personatge a canvi d'una disminució al seu nivell de defensa, la tristesa ("SAD") augmenta la defensa però redueix la velocitat, i la felicitat ("HAPPY") otorga una major velocitat a canvi d'una menor precisió. A més, les emocions posseeixen avantatge contra altres: la felicitat guanya a l'enuig, l'enuig guanya a la tristesa i la tristesa guanya a la felicitat. Així mateix, existeixen variants més potents de cada emoció. Si el combat resulta exitós i un personatge puja de nivell, aquest augmentarà les seves característiques, com ATTACK (atac), DEFENSE (defensa), SPEED (velocitat), LUCK (sort), JUICE (suc), i HEARTS (cors). Al camp de batalla, amics i enemics poden ser afectats per les emocions. Les emocions juguen un paper molt important en ser el sistema central del joc, i aquestes poden alterar diversos aspectes dins del combat. Tant amics com enemics tenen la capacitat d'alterar les emocions mitjançant l'ús d'habilitats (consumint suc) o amb objectes. Si un enemic o aliat es troba en un estat alterat d'emoció i se li torna a aplicar el mateix canvi, l'emoció pujarà un nivell més, i el seu efecte serà més potent.

#### Atac de seguiment
Quan l'atac d'un membre de l'equip fa mal a un enemic, aquest membre pot activar un ATAC DE SEGUIMENT (habilitat de cadena activa, "follow-up attack" dins del videojoc), el qual consisteix a parlar-li a un altre membre de l'equip per alegrar-lo, enfadar-lo o entristir-lo per així aconseguir els efectes que produeixen les emocions en combat.
Apareixeran bombolles de discurs al costat del membre de l'equip que hagi atacat, amb fletxes en diverses direccions. S'ha de prémer qualsevol d'aquestes fletxes per realitzar un ATAC DE SEGUIMENT amb efectes diferents. Només hi ha uns segons per triar un efecte abans que acabi el torn del membre que ataca. Els membres del grup han d'estalviar prou ENERGIA per realitzar un ATAC DE SEGUIMENT.
Cada combat comença amb l'ENERGIA del grup en 3, i aquesta augmenta un punt cada vegada que un membre del grup rep un atac enemic. Un ATAC DE SEGUIMENT només costa 3 punts d'ENERGIA, però es poden estalviar 10 punts per utilitzar l'ATAC DE SEGUIMENT de l'Omori "ALLIBERAR ENERGIA" en el que tot el grup ataca a l'uníson, causant molt mal. Tot i això, com que en la història del joc no tots els membres de l'equip es porten bé entre ells, un ATAC DE SEGUIMENT de vegades pot ser poc efectiu.
En la demo oficial del joc, publicada via Kickstarter, el marcador d'ENERGIA es mostra a la part inferior de la pantalla, en forma de línia de pols cardíac. Depenent del nivell d'ENERGIA del grup, la línia avança més de pressa o més lenta, sent 0 el nivell mínim i 10 el màxim. El disseny del marcador d'energia va canviar a la versió final del joc, mostrant ara una barra de colors de porpra a blau i amb llampades. Aquestes llampades aniran oscil·lant dins la barra i són proporcionals al nivell d'energia emmagatzemada, així com la intensitat dels colors.

## Desenvolupament
El joc, planejat en 2011 i basat en un concepte que compartien diversos projectes d'Omocat, com OMORI'S BLOG, OMORI'S STORY, OMORI'S SKETCHBOOK i OMORI'S GRAPHIC NOVEL (una novel·la gràfica sense acabar) va ser anunciat per primera vegada l'any 2014 amb un primer tràiler conceptual, amb el qual es va realitzar una campanya a Kickstarter. L'any 2017, un altre tràiler més objectiu va ser publicat de la mateixa manera, i un tercer i últim tràiler, anunciat a finals de 2020, va seguir el patró d'actualització triennal.
Omori va ser estrenat a Steam el 25 de desembre del 2020.
El 15 de desembre es va anunciar que sortiria una versió per Nintendo Switch per primavera del 2022 a l'Indie Showcase de Nintendo, amb un tràiler de 43 segons confirmant les filtracions de mesos anteriors. L'1 de març de 2022 es van anunciar més detalls de la versió de Switch, i es va publicar un nou tràiler de 49 segons en el que confirmava un preu de $34.99, preparat per ser reservat per la Nintendo Switch i la Sony Playstation 4. Les primeres unitats van arribar el 17 de juny de 2022.

## Personatges
| Personatge    | Descripció del personatge | Descripció del personatge | Descripció del personatge                                                                                | Descripció del personatge                                                    | Vist per primera vegada |
| Personatge    | Descripció gràfica | Descripció gràfica | Descripció Psicològica/Conductual                                                                        | Descripció Psicològica/Conductual                                            | Vist per primera vegada |
| Personatge    | HEADSPACE | Món Real | HEADSPACE                                                                                                | Món Real                                                                     | Vist per primera vegada |
| ------------- | --- | --- | --- | ---------------------------------------------------------------------------- | ----------------------- |
| Sunny (Omori) | Noi blanc de cabells negres i curts. Vesteix una samarreta sense mànigues de color negre, pantalons blancs amb ratlles negres i mitjons llargs negres. Té un gat negre a la seva habitació. És el més petit del grup. | Noi blanc de cabells negres i curts. Vesteix pantalons curts de color beix, sabates negres i una armilla negra de punt a sobre d'una samarreta blanca. | Deprimit, cohibit.                                                                                       | Seriós i callat.                                                             | White Space             |
| Mari          | Noia alta de cabells morats i llargs, amb serrell. Vesteix un uniforme escolar. És la germana gran d'en Sunny. | Noia alta de cabells llargs i negres, amb serrell. Vesteix un vestit vell de color blanc (només es pot veure quan vas al Deep Well, quan la Mari es revela a si mateixa). | Col·laborativa, diligent, perfeccionista.                                                                | Amable                                                                       | Pati de Jocs            |
| Basil         | Noi de cabells verds de mida mitjana. Vesteix una samarreta verd oliva clar i un peto de jardiner curt. Porta una corona de flors al cap.                                                                             | Noi de cabells rossos de mida mitjana. Vesteix una armilla de punt de color verd oliva, mitjons blancs, sabates negres i pantalons curts de color beix. | Tímid, amable.                                                                                           | Ansiós.                                                                      | Pati de Jocs            |
| Aubrey        | Noia baixeta de cabells morats i llargs. Vesteix un vestit verd brillant, i porta un llaç rosa als cabells. | Noia alta de cabells llargs i rosats. Porta unes lents de contacte de color blau cel. Vesteix una jaqueta universitària blanca i oberta, una samarreta negra, una faldilla texana, vambes blanques i de colors vius i mitjons negres i llargs. Sempre porta un bat amb claus. | Alegre, maldestre i carismàtica. Adora el seu llaç rosa.                                                 | Madura, seriosa i intimidant.                                                | Habitació dels Veïns    |
| Kel           | Noi atlètic de cabells morats i curts. Vesteix uns pantalons curts de color blau i una samarreta sense mànigues a quadres de diversos colors vius.                                                                    | Noi alt de cabells castanys i curts. Vesteix una samarreta sense mànigues, pantalons curts i vambes. Tot el seu vestuari és de color taronja i blanc. | Atlètic, tossut i amb caràcter. Se'n adona de tots els errors dels altres, especialment els de l'Aubrey. | Competitiu, esportista i genuïnament afectuós i atent amb els seus companys. | Habitació dels Veïns    |
| Hero          | Noi alt de cabells morats i despentinats. Vesteix un pijama blanc amb ratlles blaves. És el més gran del grup. | Noi alt de cabells castanys ben cuidats. Vesteix una dessuadora blava, vambes del mateix color i uns pantalons llargs grisos. | Mediador, pacífic i tranquil. Pot parlar amb els animals.                                                | Serè i indecís.                                                              | Habitació dels Veïns    |

1. ↑  «An interview with visual artist OMOCAT».
2. ↑  Alba, Nev De. «Psychological horror game ‘Omori’ is a vibrantly twisted experience». The Channels. [Consulta: 18 abril 2022].
3. 1 2  «OMORI». [Consulta: 14 maig 2022].
4. ↑  Bailey, Kat. «Omori review», 10-02-2021. [Consulta: 11 juny 2021].
5. ↑  Smith, Graham. «Omori is out and looks destined for mega fandom», 07-01-2021. [Consulta: 15 febrer 2021].
6. ↑  Hancock, Patrick. «Review: Omori». Destructoid, 14-03-2021. [Consulta: 1r juny 2021].
7. ↑  Watts, Rachel. «Omori review». PC Gamer, 14-01-2021. [Consulta: 25 febrer 2021].
8. ↑  Russo, Lee. «Omori: The Most Beautiful Game of 2021 Is Already Here». Comic Book Resources, 05-02-2021. [Consulta: 15 febrer 2021].
9. ↑  Jones, Rebecca. «Omori Emotions Chart | How to inflict emotions and which to use». VG247, 28-05-2021. [Consulta: 12 juny 2021].
10. ↑  Fukunaga, Julie (2021-01-12). «Omori Is the Horror RPG of Your Dreams (or Nightmares)». Wired.
11. ↑  Hancock, Patrick. «Review: Omori». Destructoid, 14-03-2021. [Consulta: 1r juny 2021].
12. ↑  Fukunaga, Julie (2021-01-12). «Omori Is the Horror RPG of Your Dreams (or Nightmares)». Wired.
13. ↑  Suszek, Mike. «Artist Omocat's surreal RPG Omori channels its inner Earthbound». Engadget, 23-04-2014. [Consulta: 15 febrer 2021].
14. ↑  Jones, Rebecca. «Omori Emotions Chart | How to inflict emotions and which to use». VG247, 28-05-2021. [Consulta: 12 juny 2021].
15. ↑  Bailey, Kat. «Omori review», 10-02-2021. [Consulta: 11 juny 2021].
16. ↑  «OMORI | 2014 Trailer».
17. ↑  «Omori by Omocat — Kickstarter».
18. ↑  «OMORI | 2017 Trailer».
19. ↑  «OMORI | 2020 Trailer».
20. ↑  «Omori on Steam».
21. ↑  «Acclaimed Indie Adventure Omori Comes To Nintendo Switch In Spring 2022» (en anglès americà). [Consulta: 3 maig 2022].
22. ↑  Fuller, Alex. «Omori Physical Release Announced» (en anglès americà). [Consulta: 3 maig 2022].